# 怪獣大決戦ヤンガリー
『怪獣大決戦ヤンガリー』（かいじゅうだいけっせんヤンガリー、原題：용가리）は、1999年の韓国の怪獣映画。『大怪獣ヨンガリ』のリブート作品で、シム・ヒョンレが監督を務めた。韓国映画だが、主要キャストにはハリソン・ヤング、ドナ・フィリップソン、リチャード・B・リヴィングストン、ブライアント・ウェルス、ブラッド・サージ、ダン・キャッシュマン、ブルース・コーンウェルなど欧米の俳優が起用された。
1999年7月17日に韓国で公開された。公開後に脚本の一部を変更し、新規カットや特殊効果を追加したバージョンが『Yonggary: 2001 Upgrade Edition』のタイトルで2001年1月20日に公開され、北米では『Reptilian』のタイトルで公開された。公開時、韓国で最も高額な製作費が投じられた作品といわれている。

## ストーリー
※オリジナル版はソフト化されていないため、ストーリーは流通している2001年版に準拠している。
ヒューズ博士とキャンベル教授が率いる探検隊は東南アジアの洞窟を調査中に化石化したダイヤモンドを抱えたエイリアンの死体を発見し、同時に別行動をとっていたキャンベルは恐竜の骨の場所を示すヒエログリフを発見する。2年後、宇宙船が地球に接近してアメリカ軍の衛星を破壊し、パーカーはアメリカ国家安全保障局のマードック将軍に事態を報告する。フォトジャーナリストのブラックと助手のホリーはキャンベル主導の恐竜の骨の発掘の情報を知り、現地に向かう。一方、2年前に死んだと思われていたヒューズは発掘現場に現れ、恐竜の復活を防ぐためにキャンベルに発掘を止めるように警告するが、すぐに現場を追い出されてしまう。同じころ、宇宙船は恐竜を復活させるためにビームを発射し、発掘隊に犠牲者が出てしまう。ホリーは隊員たちの死因についてキャンベルを問い詰めるが、彼が調査を拒否したため発掘隊を離脱する。離脱したホリーはヒューズと合流し、彼から怪獣ヤンガリーの伝説や宇宙人の化石、新たに発見したヒエログリフについて語り、自分が2年間アメリカ政府に「ゲスト」として拘束されていたことを明かされる。ホリーはヒューズの話を信じようとしなかったが、彼から宇宙人の化石に関する機密データを見せられ、事実を受け入れる。
ヒューズとホリーはキャンベルを止めるため発掘現場に戻ろうとするが、すでに宇宙船のビームによってヤンガリーは復活し、キャンベルも宇宙人に殺されていた。宇宙人はヤンガリーを非物質化し、ヒューズとホリーはパーカーに保護される。しかし、彼らの前にヤンガリーがテレポートで現れ、ヘリコプター部隊が壊滅させられる。国家宇宙調査局はスタンリー・ミルズを派遣してマードック将軍とハウエル将軍に宇宙人に関する情報を提供し、宇宙人が2億年前に地球に飛来していたこと、宇宙人に対抗するための情報が盗まれたことを伝える。ミルズは宇宙人を生きたまま捕獲することを提案するが、ハウエルは提案を拒否して宇宙人の抹殺を主張する。その間にヤンガリーはロサンゼルスにテレポートし、街を破壊する。
国家宇宙調査局の基地に到着したヒューズとホリーはミルズと合流し、彼からヒューズが宇宙人の情報をもたらしたこと、情報を盗んだ犯人がヒューズ自身であることが明かされる。これに対し、ヒューズは国家宇宙調査局が宇宙人に関する警告を無視したと反論する。ミルズはヒューズが盗み出したレーザーディスクを奪い返そうとするが失敗し、逆に拘束される。一方、アメリカ大統領は国家安全保障局に対して「5時間以内にヤンガリーを撃退できない場合は核攻撃を実行する」と告げ、マードック将軍はトーマス将軍に対して、パーカー率いるT部隊を動員してヤンガリーを撃退するように命令する。
ヒューズとホリーはヒエログリフを解読し、ヤンガリーは額のコントロール装置「デイモン」によって宇宙人に操られていること、「もう一つの光が戦いの中に送られる」ことを知る。一方、ヤンガリー撃退に手間取った大統領は爆撃機の出撃を命令し、ミルズは歓喜する。しかし、T部隊が「デイモン」を破壊してヤンガリーのコントロールを解除することに成功したため、ミルズは自分を殺すようにマードック将軍に頼み込むが拒否される。ミルズは基地のレーダーを妨害しようとするが失敗し、逮捕される。同じころ、ヤンガリーのコントロールを失った宇宙人は新たな怪獣サソリゲスを送り込み、ヤンガリーを倒そうとする。サソリゲスはヤンガリーを追い詰めるが最終的に倒され、宇宙人は地球から立ち去っていく。将軍たちはギリギリのところで爆撃機の攻撃を中止させ、国家安全保障局はヤンガリーを無人島に送り届ける。

## キャスト
※括弧内は日本語吹替
- ウェンデル・ヒューズ博士 - ハリソン・ヤング（英語版）（麦人）
- ホリー・デイヴィス - ドナ・フィリップソン（安藤麻吹）
- キャンベル教授 - リチャード・B・リヴィングストン（山路和弘）
- ジョージ・マードック将軍 - ダン・キャッシュマン（石井隆夫）
- ジャック・トーマス - デニス・ハワード（佐々木敏）
- ドン・ハウエル - マット・ランダーズ（宝亀克寿）
- スタンリー・ミルズ - ブルース・コーンウェル（仲野裕）
- バド・ブラック - ブラッド・サージ（内田直哉）
- パーカー - ブライアント・ウェルス
- ハウエル将軍 - マット・ランダース

## 製作
現代キャピタルと韓国技術保証基金から資金援助を受けており、この他に韓国政府と水原市の協力で韓国軍基地や軍事機器、戦争記念館など通常は撮影許可が下りない場所や物品へのアクセスが許可された。撮影のために124体のミニチュアが用意され、ヤンガリーのデザイン・彫刻は6か月間かけて行われた。撮影時にはスーツアクターがヤンガリーを演じていたが、ポストプロダクションの際にCGIに置き換えられた。撮影期間は18か月間におよび、上映時間のうち45分間はCGパートになっている。また、当時の韓国映画として最も多額の製作費が投じられた作品といわれている。
1999年7月に公開された『怪獣大決戦ヤンガリー』の成功を受け、同年12月から再撮影を始め、CG効果の追加やストーリーの一部変更、キャラクターの追加などを行った。再撮影されたバージョンは2001年に『Yonggary: 2001 Upgrade Edition』のタイトルで公開され、北米では『Reptilian』のタイトルでビデオリリースされた。

## 公開
1998年に2分間の予告編「Yonggary 1998」を製作して第51回カンヌ国際映画祭で公開したところ、ワーナー・ブラザースとユナイテッド・インターナショナル・ピクチャーズが関心を示した。製作前の段階でドイツ、ポーランド、タイ王国、トルコなど9か国と契約を結び、272万ドルの利益を得ている。また、映画祭期間中に発行された雑誌にも『怪獣大決戦ヤンガリー』の記事が掲載された。
1999年7月17日に韓国で公開され、公開初日の観客動員数は12万人を記録し、週末には100万人を記録している。上映館数は当時の韓国では最大規模の85館を記録した。2001年1月20日に再撮影した『Yonggary: 2001 Upgrade Edition』が公開されたが、批評的にも興行的にも失敗している。

## 評価
DVDトークのチャック・アリントンは俳優の演技や映画の台詞を「痛々しい」と表現する一方、「レンタルする価値は十分にある面白さ」と批評している。StompTokyo.comは低質な特殊効果について、「漫画的」と酷評している。ジム・クレイドックは著書『VideoHound's Golden Movie Retriever』の中で『怪獣大決戦ヤンガリー』に1/4の星を与え、「韓国軍がヤンガリーを倒した時点で物語を終了させるべきだった」と批評している。ファンゴリアの匿名の批評家は、映画の作りが杜撰で、意図的に出来の悪いビデオゲームのような特殊効果にしていると批評している。

## ソフト化
2001年8月21日にソニー・ピクチャーズ ホームエンタテインメントから再撮影版のDVDが発売され、2002年3月5日にコロンビア・トライスターからVHSが発売された。